# Hrabstwo Anne Arundel

Piramida wieku hrabstwa

Hrabstwo Anne Arundel (ang. Anne Arundel County, wymowa IPA /əˈrʌndəl/) – hrabstwo w stanie Maryland w Stanach Zjednoczonych. Hrabstwo zajmuje powierzchnię całkowitą 1523 km² i według szacunków US Census Bureau w roku 2010 liczyło 537 656 mieszkańców. Siedzibą hrabstwa jest miasto Annapolis, które jest jednocześnie stolicą stanu Maryland.

## Historia
Hrabstwo Anne Arundel zostało ustanowione w 1650 roku. Nazwa pochodzi od arystokratki angielskiej, Anny Arundel, córki Thomasa Arundella z Wardour i żony Cecyla Calverta, drugiego lorda Baltimore i założyciela kolonii Maryland. Hrabstwo Anne Arundel uległo zmniejszeniu w 1838 roku, gdy z jego części utworzono dystrykt Howard, z którego powstało później hrabstwo Howard.

## Geografia
Całkowita powierzchnia hrabstwa wynosi 1523 km², z czego 1077 km² stanowi powierzchnia lądowa, a 445 km² (29,2%) powierzchnia wodna. Najwyższy punkt w hrabstwie ma wysokość 91 m n.p.m., a najniższy znajduje się na poziomie morza u brzegów zatoki Chesapeake.

### Miasta
- Annapolis
- Highland Beach

### CDP
- Annapolis Neck
- Arden on the Severn
- Arnold
- Brooklyn Park
- Cape St. Claire
- Crofton
- Crownsville
- Deale
- Edgewater
- Ferndale
- Fort Meade
- Friendship
- Galesville
- Gambrills
- Glen Burnie
- Herald Harbor
- Jessup
- Lake Shore
- Linthicum
- Maryland City
- Mayo
- Naval Academy
- Odenton
- Parole
- Pasadena
- Riva
- Riviera Beach
- Severn
- Severna Park
- Shady Side